# Le Pontet (Sabaudia)
Pontet – miejscowość i gmina we Francji, w regionie Owernia-Rodan-Alpy, w departamencie Sabaudia.
Według danych na rok 1990 gminę zamieszkiwały 104 osoby, a gęstość zaludnienia wynosiła 12 osób/km² (wśród 2880 gmin regionu Rodan-Alpy Pontet plasuje się na 1517. miejscu pod względem liczby ludności, natomiast pod względem powierzchni na miejscu 1228.).